# Adelitas Way
Adelitas Way ist eine Rockband aus Las Vegas, Nevada, Vereinigte Staaten.

## Bandgeschichte
Am 14. Juli 2009 veröffentlichte die Band ihr erstes Album Adelitas Way auf Virgin. Ihre Debütsingle Invincible wurde als Erkennungsmelodie von WWE Superstars verwendet, einer Fernsehshow der World Wrestling Entertainment (WWE), das auf dem Sender WGN America ausgestrahlt wird. Außerdem nutzte das Tag-Team Legacy die Single A New Day als Erkennungsmelodie. Der Song Invincible wurde am 17. April 2009 veröffentlicht und erreichte in den Active Rock Charts die Platzierung 6, in den Billboard Rock Charts den 25. Platz. Die zweite Single Last Stand erschien am 23. Februar und erreichte den 23. Platz der Active Rock Charts.
Am 15. März 2011 veröffentlichten Adelitas Way die erste Single Sick des neuen Albums Home School Valedictorian, das am 7. Juni 2011 erschien.
Nach kurzer Zeit sprang Sick auf Rang 1 der Active Rock Charts und kam zudem auf Platz 11 der Billboard Rock Charts. Dadurch machten Adelitas Way nach dem Erfolg ihrer Debütsingle erneut in der Rockszene der USA auf sich aufmerksam. Mit dem Song The Collapse, der als zweite Single des Albums erschien, hat die Band erneut Erfolg gehabt, da sie mit Platz 3 an die Spitze der Active Rock Charts kam und außerdem den 16. Platz in den Billboard Rock Charts erreichte. Die Single Criticize wurde am 20. März 2012 veröffentlicht, sie wurde am 28. August die zweite Nummer 1 der Band in den Active Rock Charts. Die vierte Single des Albums Alive wurde bereits am 13. August für Hot AC Radiostationen veröffentlicht, erreichte aber nicht die Top 50 der Charts. Adelitas Way hatten am 30. Juli 2012 einen Gastauftritt in der ABC Fernsehshow Bachelor Pad, in der sie die Singles Alive und I Can Tell vom neuen Album spielten.

## Diskografie
| Jahr | Titel Musiklabel                         | Höchstplatzierung, Gesamtwochen, AuszeichnungChartsChartplatzierungen (Jahr, Titel, Musiklabel, Platzierungen, Wochen, Auszeichnungen, Anmerkungen) | Anmerkungen                              |
| Jahr | Titel Musiklabel                         | US | Anmerkungen                              |
| ---- | ---------------------------------------- | --- | ---------------------------------------- |
| 2009 | Adelitas Way Virgin Records              | — | Erstveröffentlichung: 14. Juli 2009      |
| 2011 | Home School Valedictorian Virgin Records | US66 (1 Wo.)US | Erstveröffentlichung: 7. Juni 2011       |
| 2014 | Stuck Virgin Records                     | US30 (2 Wo.)US | Erstveröffentlichung: 29. Juli 2014      |
| 2016 | Getaway The Vegas Syn                    | — | Erstveröffentlichung: 26. Februar 2016   |
| 2017 | Notorious The Vegas Syn                  | — | Erstveröffentlichung: 20. Oktober 2017   |
| 2020 | Shine On The Vegas Syn                   | — | Erstveröffentlichung: 14. August 2020    |
| 2023 | Power The Vegas Syn                      | — | Erstveröffentlichung: 16. September 2023 |